# Charaxes barnsi
Charaxes barnsi is een vlinder uit de familie van de Nymphalidae. De wetenschappelijke naam van de soort is voor het eerst geldig gepubliceerd in 1927 door James John Joicey & George Talbot.